# Kilemari járás

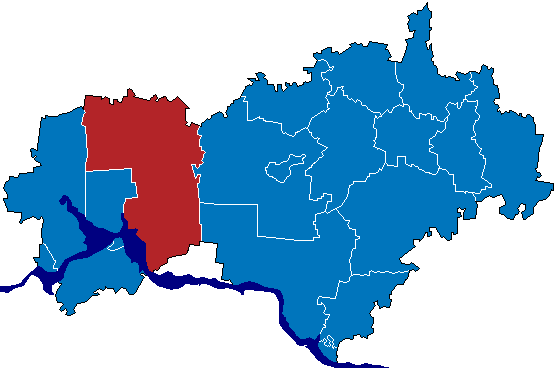
A Kilemari járás Mariföldön

A Kilemari járás (oroszul Килемарский район, mari nyelven Кӹлемар кундем) Oroszország egyik járása Mariföldön. Székhelye Kilemari.

## Népesség
- 1989-ben 16 684 lakosa volt.
- 2002-ben 14 130 lakosa volt, melynek 51,6%-a mari, 44,4%-a orosz, 1,4%-a csuvas, 1,3%-a tatár.
- 2010-ben 13 604 lakosa volt, melynek 47,2%-a mari, 45%-a orosz, 1,2%-a tatár, 1,2%-a csuvas.